# Kajmanské ostrovy na Letních olympijských hrách 2008
Kajmanské ostrovy se účastnily Letních olympijských her 2008 a zastupovali je 4 sportovci ve 2 sportech (3 muži a 1 žena). Vlajkonošem výpravy byl běžec Ronald Forbes. Nejmladším z týmu byl Brett Fraser, kterému bylo v době konání her téměř 19 let. Nejstarší z týmu byla Cydonie Mothersille, které bylo v době konání her 30 let. Nikomu z výpravy se během her nepodařilo získat medaili.

## Disciplíny

### Atletika
V atletice Kajmanské ostrovy reprezentoval bývalý atlet Floridské mezinárodní univerzity (anglicky: Florida International University) Ronald Forbes, který závodil v běhu na 110 m překážek, a bývalá atletka Clemson University Cydonie Mothersille, která závodila v běhu na 200 m.
Ronald Forbes startoval na svých prvních olympijských hrách. Do závodu nastoupil 17. srpna a v rozběhu skončil na 5. místě s časem 13,56 sekundy. Tento výkon mu zajistil postup do čtvrtfinále, které se konalo 19. srpna. Opět skončil pátý s časem 13,72 sekundy. Tento výkon na postup do semifinále nestačil, a obsadil tak celkově 26. místo.
30letá Cydonie Mothersille v Pekingu startovala již na svých čtvrtých olympijských hrách. Do závodu nastoupila 18. srpna a v rozběhu skončila s časem 22,76 sekundy na 3. místě. Tento výkon jí zajistil postup do čtvrtfinále, které se konalo 19. srpna. Tentokrát skončila na čtvrtém místě (s časem 22,83 sekundy) a i tento horší výsledek v porovnání s rozběhem jí stačil na postup do semifinále, které se konalo 20. srpna. V semifinále vybojovala 4. místo s časem 22,61 sekundy, čímž zaběhla svůj nejlepší výkon sezony. Ten jí zajistil účast ve finále, kde zaběhla čas 22,68 sekundy a celkově skončila na 8. místě.
| Sportovec           | Disciplína       | Rozběh | Rozběh | Čtvrtfinále | Čtvrtfinále | Semifinále  | Semifinále  | Finále      | Finále      |
| Sportovec           | Disciplína       | Čas    | Pořadí | Čas         | Pořadí      | Čas         | Pořadí      | Čas         | Pořadí      |
| ------------------- | ---------------- | ------ | ------ | ----------- | ----------- | ----------- | ----------- | ----------- | ----------- |
| Ronald Forbes       | 110 m př. – muži | 13,59  | 5. Q   | 13,72       | 5.          | nepostoupil | nepostoupil | nepostoupil | nepostoupil |
| Sportovkyně         | Disciplína       | Rozběh | Rozběh | Čtvrtfinále | Čtvrtfinále | Semifinále  | Semifinále  | Finále      | Finále      |
| Sportovkyně         | Disciplína       | Čas    | Pořadí | Čas         | Pořadí      | Čas         | Pořadí      | Čas         | Pořadí      |
| Cydonie Mothersille | 200 m – ženy     | 22,76  | 3. Q   | 22,83       | 4. Q        | 22,61 SB    | 4. Q        | 22,68       | 8.          |

### Plavání
V plavání Kajmanské ostrovy reprezentovali bratři Brett a Shaune Fraserovi. Brett Fraser závodil pouze na 200 m znak a šlo o jeho první olympijský start. Vstoupil do závodu 13. srpna a dosáhl času 2:01,17, který na postup do dalšího kola nestačil. Celkově se umístil na 29. místě z 42 závodníků.
20letý Shaune Fraser v Pekingu startoval na svých druhých olympijských hrách a závodil ve třech různých plaveckých disciplínách. Poprvé vstoupil do soutěže 10. srpna během rozplaveb v závodu na 200 m volným způsobem. Ve své rozplavbě skončil na pátém místě s časem 1:48,60, který na postup do dalšího kola nestačil. Celkově se v této disciplíně umístil na 26. místě z 58 plavců. Do druhého závodu na 100 m volným způsobem nastoupil 12. srpna a během rozplavby se mimo jiné postavil i českému plavci Martinu Vernerovi. Zaplaval čas 49,56 sekundy a ve své rozplavbě se tak umístil na čtvrtém místě. Tento výkon na postup nestačil a celkově se tak umístil na 36. místě z 64 plavců. Do posledního závodu na 100 m motýlkem nastoupil 14. srpna a v rozplavbách dosáhl času 54,08 sekundy, který nestačil na postup do dalšího kola. Celkově se v této disciplíně umístil na 51. místě z 66 plavců.
| Sportovec     | Disciplína                | Rozplavba | Rozplavba | Semifinále  | Semifinále  | Finále      | Finále      |
| Sportovec     | Disciplína                | Čas       | Pořadí    | Čas         | Pořadí      | Čas         | Pořadí      |
| ------------- | ------------------------- | --------- | --------- | ----------- | ----------- | ----------- | ----------- |
| Brett Fraser  | 200 m znak – muži         | 2:01,17   | 29.       | nepostoupil | nepostoupil | nepostoupil | nepostoupil |
| Shaune Fraser | 100 m volný způsob – muži | 49,56     | 36.       | nepostoupil | nepostoupil | nepostoupil | nepostoupil |
| Shaune Fraser | 200 m volný způsob – muži | 1:48,60   | 26.       | nepostoupil | nepostoupil | nepostoupil | nepostoupil |
| Shaune Fraser | 100 m motýlek – muži      | 53,08     | 51.       | nepostoupil | nepostoupil | nepostoupil | nepostoupil |